# Ядерное испытание № 28
Ядерное испытание № 28 — наземное ядерное испытание, проведённое в СССР в 6 часов 15 минут по местному времени 24 августа 1956 года на Семипалатинском ядерном полигоне с целью создания новых образцов ядерного оружия. Взрыв был произведён на вышке высотой 100 метров, которая находилась на площадке П-5 опытного поля. Энерговыделение взрыва составило 27 килотонн.